# Arlington megye

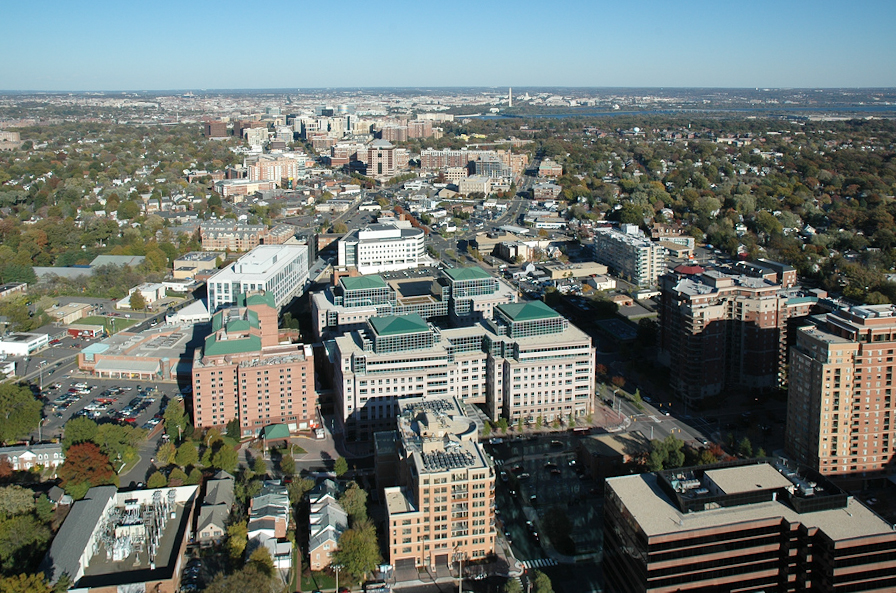
Arlingtoni házak egy légifotón

Arlington megye Virginia állam egyik megyéje az Amerikai Egyesült Államokban. Washingtontól délnyugatra, közvetlenül a Potomac folyó túlpartján fekszik. Nyugatról Fairfax megye határolja. Területe 67 km², lakóinak száma 216 004 fő (2011).
Jóllehet közigazgatásilag megyének minősül, a Népszámlálási Iroda (Census Bureau) a washingtoni várostérség egyik központi városaként tartja nyilván, Washington és Alexandria mellett.
2005-ben az Egyesült Államok legjobban gyalogolható városának minősítették. A CNN Money szerint 2006-ban a legképzettebb város volt az országban, mivel lakóinak 35,7%-a rendelkezett felsőfokú végzettséggel.
Itt található a Pentagon és az Arlingtoni Nemzeti Temető.

## Történelem
A mai Arlington megye területe 1801-et megelőzően Fairfax megye része volt. A megye területe 1801-ben lett önálló politikai entitás Alexandria megye néven, amikor Virginia átengedte a területet az újonnan létrehozott szövetségi kerületnek, Washington-nak (főváros). A megye nagy része ekkor még jellemzően alacsonyabb népsűrűségü, alapvetően vidéki karakterű volt. Alexandria városa, ami ekkor még a megye része, volt a megye közigazgatási, kereskedelmi és társasági központja. Ez az állapot tartósnak bizonyult a következő közel 50 évben, a mai Arlington megye alapvetően Washington és Alexandria élelmiszerellátását biztosította, erős mezőgazdasági fókusszal.
Ebben az időszakban, 1800 környékétől építette a megye egyik leghíresebb lakója, George Washington Parke Custis azt az Arlington Házat amiről később a megye mostani nevét is kapta. Martha Washington első házasságából származó unokája apjától, John Parke Custistól, örökölte azt a területet, ahol felépítette az 1818-ra befejezett birtokot, mely a mai Arlingtoni Nemzeti Temető területén fekszik.
Washington szövetségi kerületként történt megalakításától kezdődően voltak hangok a virginiai oldalon, akik a megye számára előnytelennek tartották a létrejött helyzetet. Különösen, mivel az alapító rendelkezések értelmében a szövetségi kerületen belül, a Potomac Virginia felüli oldalára (a mai Arlington megye területére) nem terveztek szövetségi épületeket. Illetve sem a szövetségi kerület, sem Virginia állam nem kívánta a megye útépítéseit finanszírozni. Az 1830-as évektől kezdődően voltak törekvések arra, hogy a megye visszakerüljön Virginia államhoz. 1846-ban, miután a három évvel azelőtt megnyitott új alexandriai csatorna finanszírozása miatt magasabb adókat kellett fizetni, újra felerősödtek a visszacsatolási törekvések. A kérdés végül a Kongresszus elé került, ahol a megye a Virginiához való visszacsatolást és a csatorna finanszírozása miatt fennálló adósság szövetségi átvállalását kérte. A két kérdésből a Kongresszus csak a visszacsatolás tekintetében szavazott igennel. Így 1846-ban a megye visszakerült Virginiához, azonban már önálló megyeként, nem lett újra Fairfax megye része. 
1870-ben, amikor Virginia újra az Unió (amerikai polgárháború) része lett, Alexandria városa elvállt a megyétől. Az ezt követő időszakban, a mostmár a mai területét lefedő megyében kisebb, már nem vidéki, mezőgazdasági jellegű környékek jelentek meg. Ez nagyban köszönhető volt a területet átszelő vasútvonalaknak - ezek a kis "települések" gyakran a vasút megállói körül kezdtek el kiépülni. Ezt a változást tovább erősítette a trolibuszok század eleji megjelenése. 1896-ban indult az első troli vonal Washington és Alexandria között, melyet továbbiak követtek a megye több pontját összekötve.
1920-ban a megye felvette mai nevét és Arlington megye lett. 1922-ben Clarendon, a megye ekkori legnépesebb "települése", indítványozta, hogy önálló településként ismerjék el. Ezt azonban az állam Legfelsőbb Bírósága elutasította, ezzel egy erős precedenst teremtve. A teljes terület azóta is, habár mára sokszoros népességgel, megyei szintű közigazgatási vezetés alatt áll.

## Népesség
A megye népességének változása:
| Lakosok száma | 209 311 | 216 174 | 221 275 | 224 906 | 229 164 | 238 643 |
|               | 2010    | 2011    | 2012    | 2013    | 2015    | 2020    |

## Fordítás
- Ez a szócikk részben vagy egészben az Arlington County, Virginia című angol Wikipédia-szócikk ezen változatának fordításán alapul.  Az eredeti cikk szerkesztőit annak laptörténete sorolja fel. Ez a jelzés csupán a megfogalmazás eredetét és a szerzői jogokat jelzi, nem szolgál a cikkben szereplő információk forrásmegjelöléseként.